# Orbe (joya)

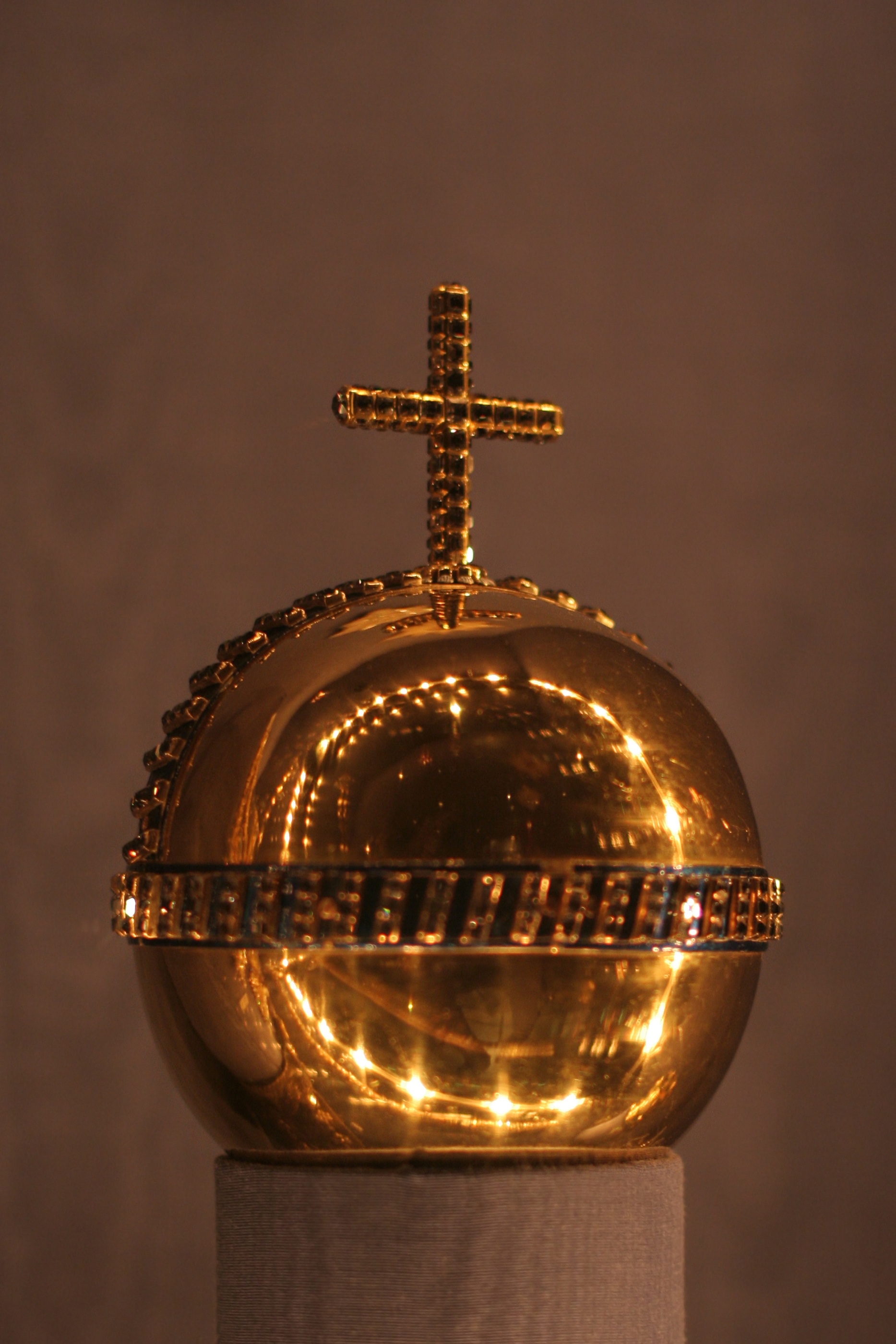
Orbe de las joyas de la Corona danesa.

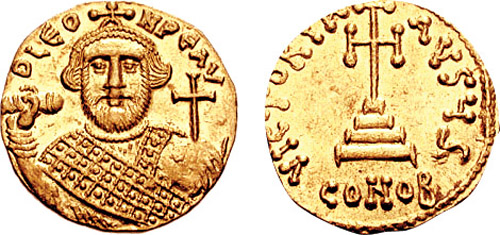
El orbe fue utilizado en el Imperio bizantino, justo como se ve en las monedas del emperador Leoncio (m. 705).

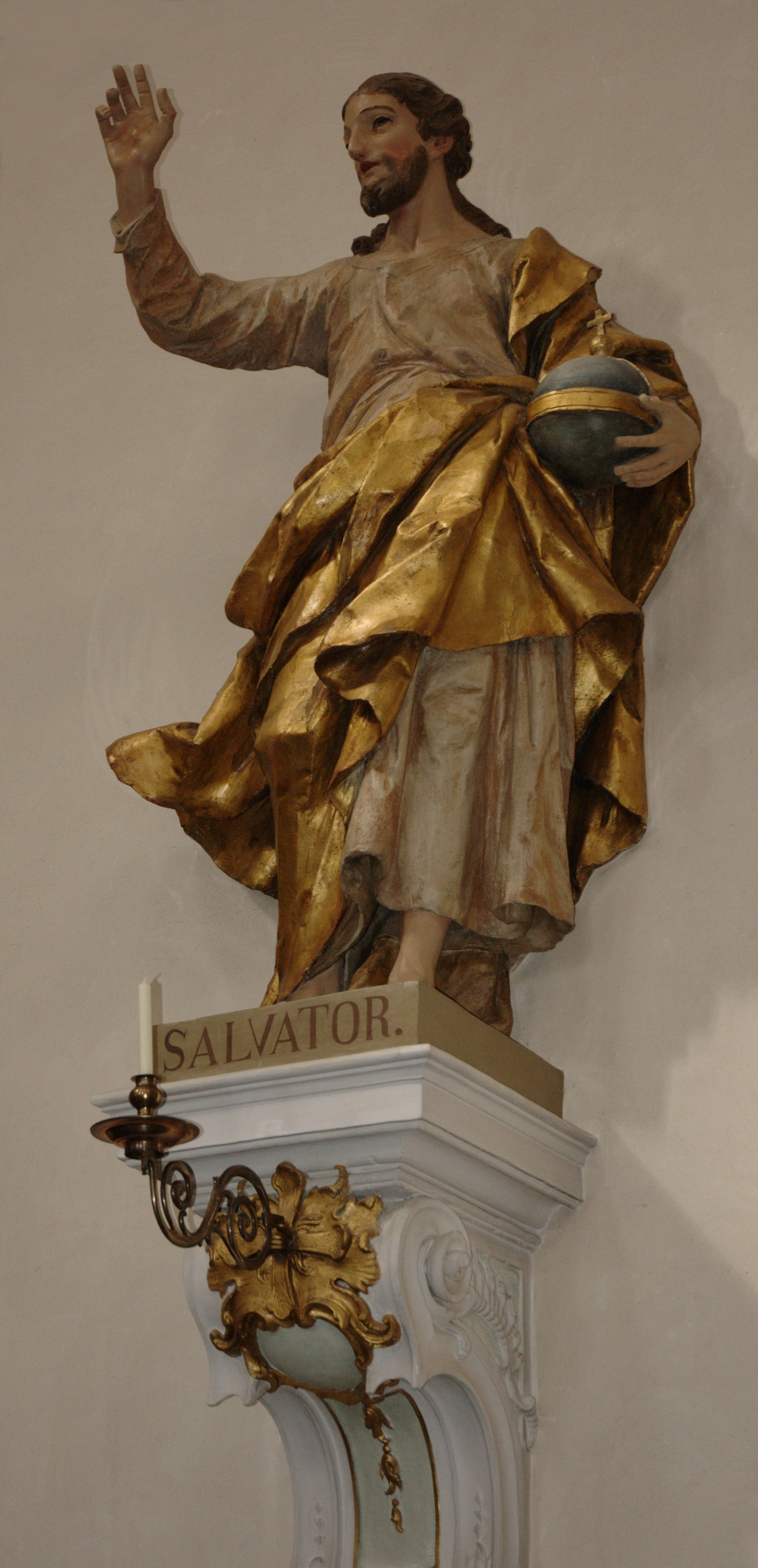
Cristo como Salvator del Mundo.

El orbe, globo crucífero o globus cruciger en latín, es una bola que representa el globo terráqueo rematado con una cruz y que sostienen en la mano la Virgen, Cristo o emperadores en algunas pinturas o esculturas. El orbe es un símbolo cristiano de autoridad utilizado a través de los tiempos y que figura hoy en día en monedas, iconografía y en las Joyas de la Corona de algún país o antiguo Estado como España, Austria, Baviera, Dinamarca, Rusia o Suecia. 
En la iconografía occidental, el orbe simboliza el dominio de Cristo (la cruz) sobre el mundo (el orbe), literalmente sujeto por un gobernante terrenal (o, a veces, por un ser celestial como un ángel). Cuando lo sostiene Cristo mismo, esta representación de Cristo recibe el nombre de "Salvator Mundi" (el Salvador del Mundo).
Su  uso conocido se remonta a finales del siglo IV y comienzos del V, probablemente entre los años 395 y 408 en el reverso de las monedas del Emperador Arcadio, pero con más seguridad en 423 en el reverso de las monedas del Emperador Teodosio II.
El orbe también aparece en el Arcano 4 (El Emperador) en la baraja de Tarot Visconti-Sforza. El emperador es quien sostiene el orbe con la mano izquierda.

## Galería

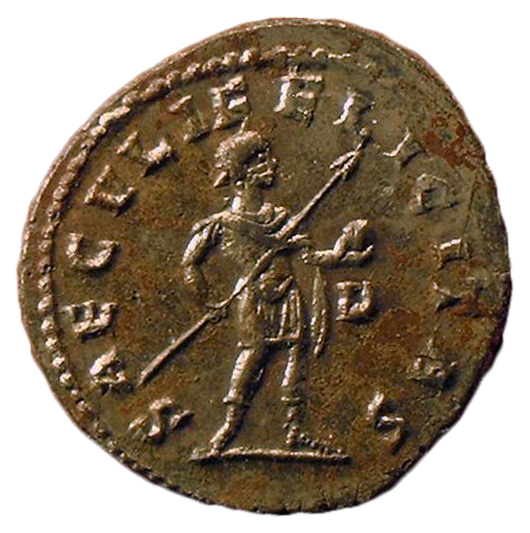
Moneda romana de Antoniniano mostrando a Carinus con el pilum y el orbe.
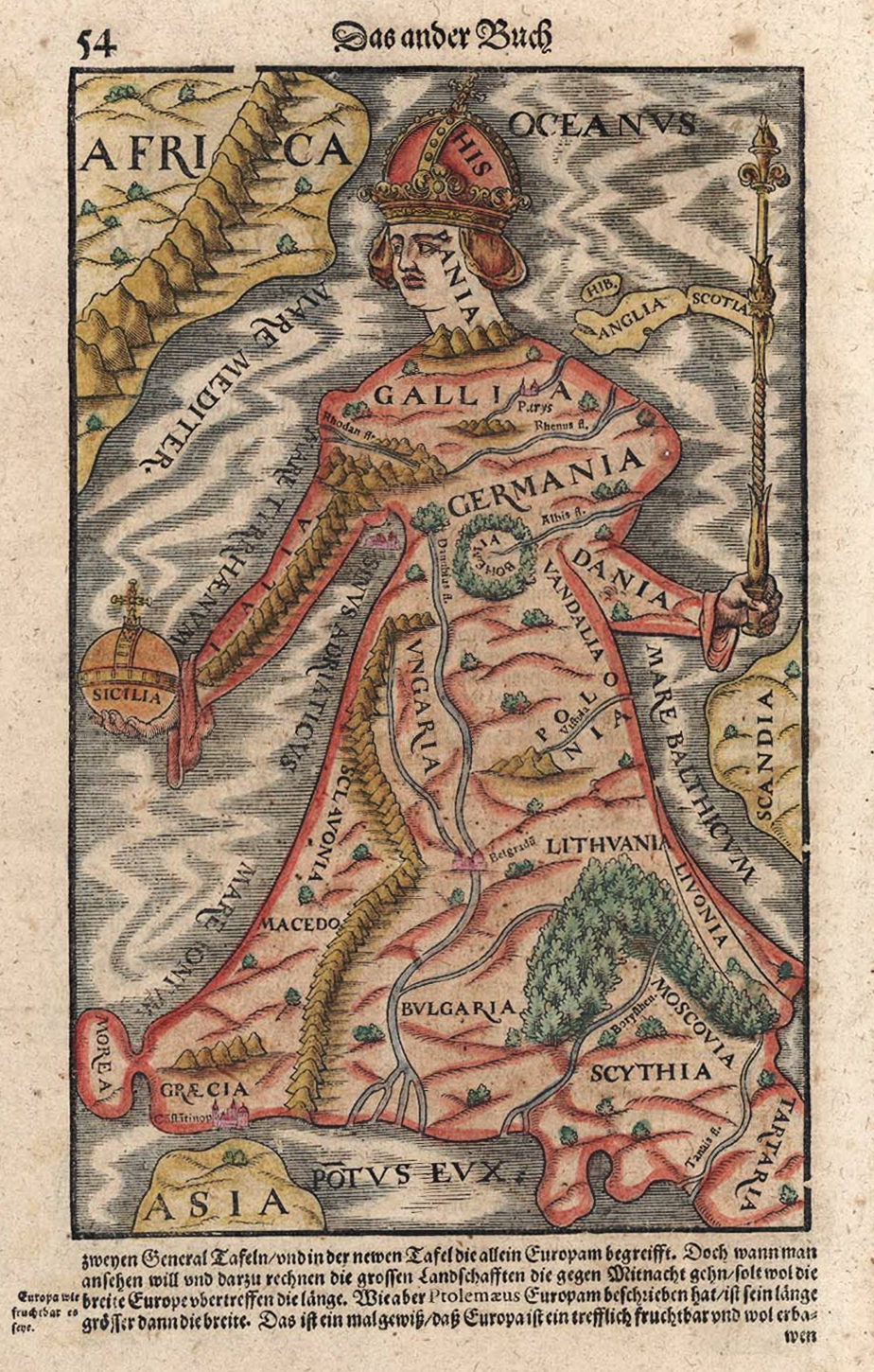
Europa como Europa regina sosteniendo un orbe (representando a Sicilia).
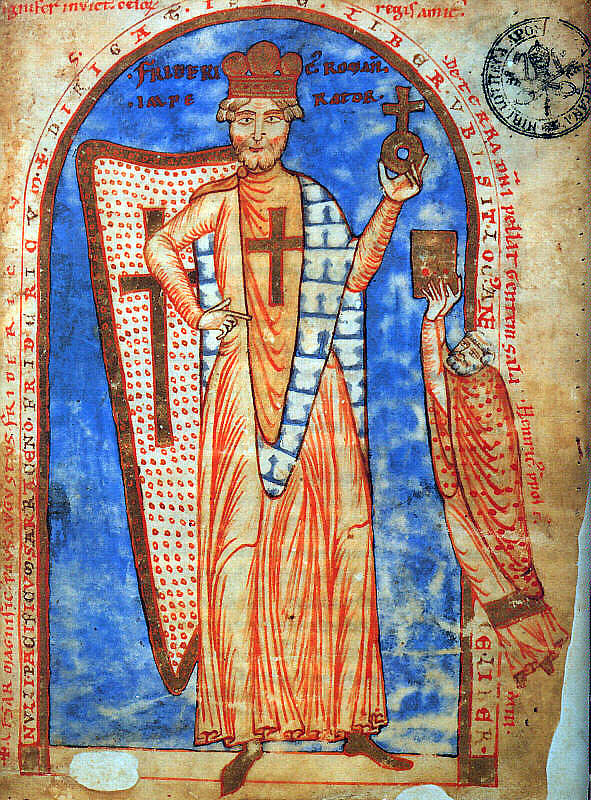
El emperador Federico I Barbarroja.
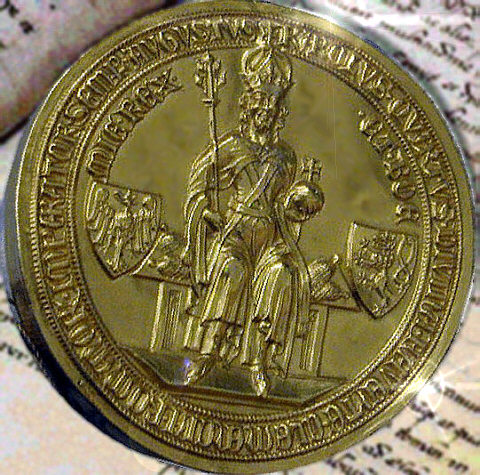
Bula de Oro de 1356, de Carlos IV, Sacro Emperador Romano.
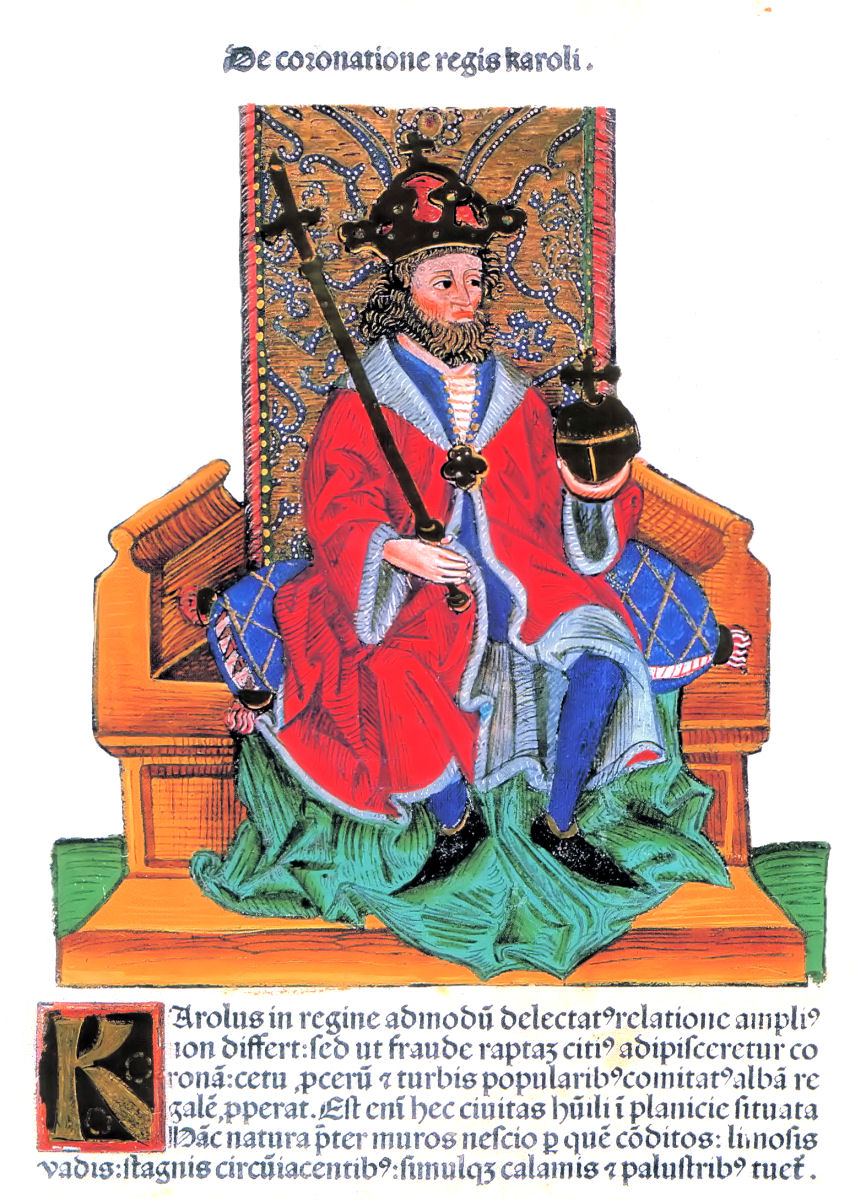
Carlos II de Hungría.
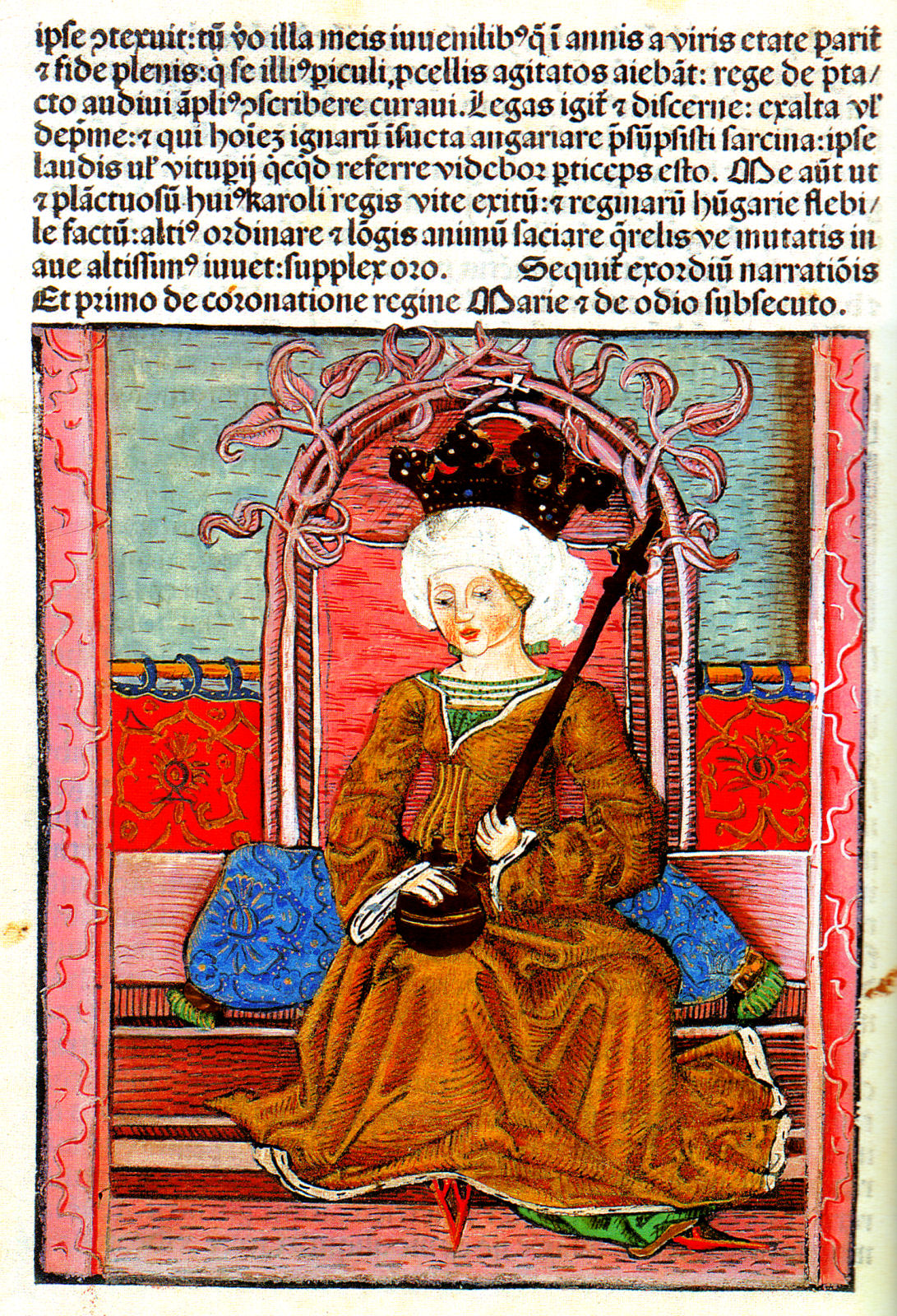
María I de Hungría.
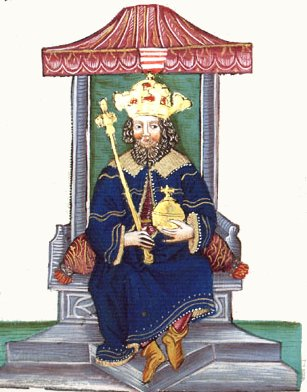
Wenceslao III de Bohemia.
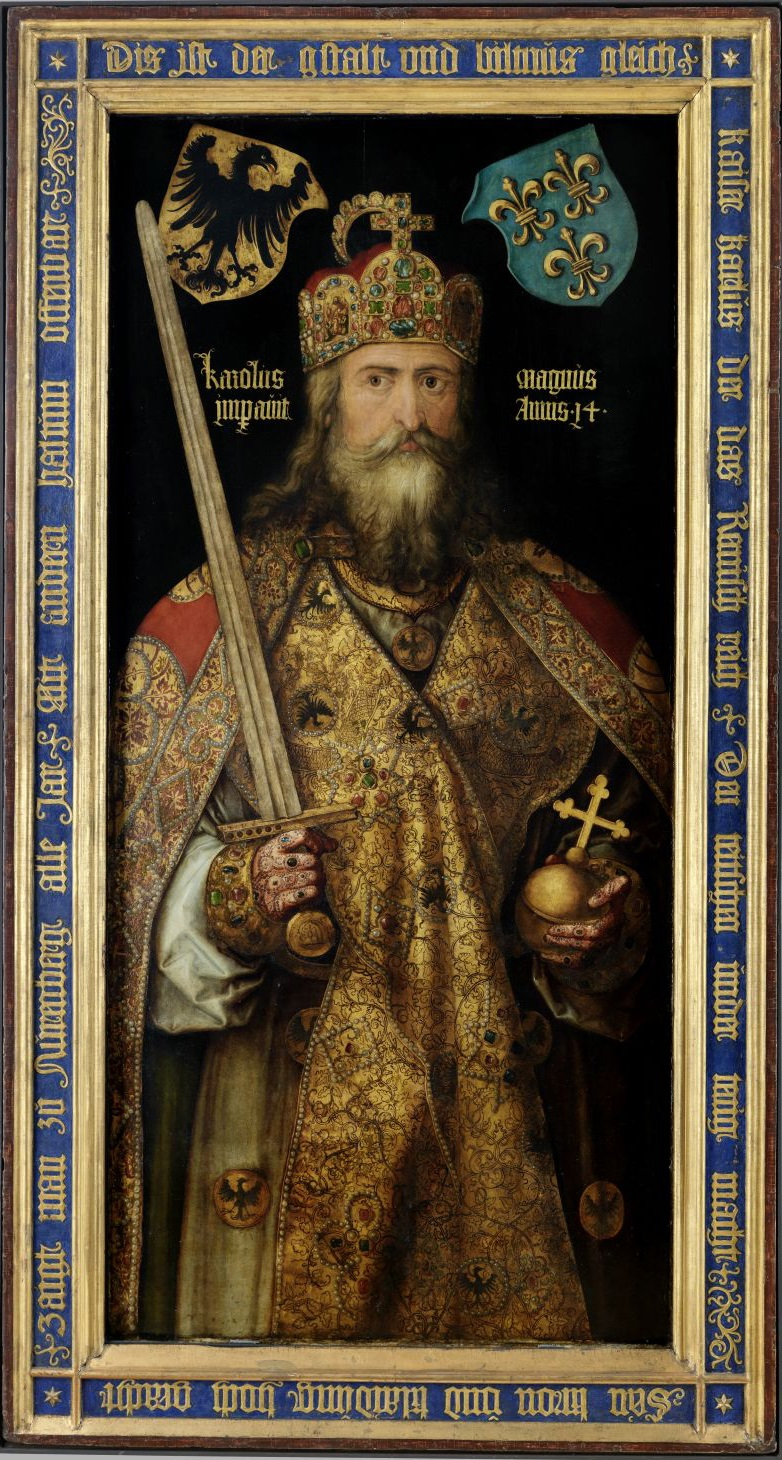
Carlomagno, por Alberto Durero.
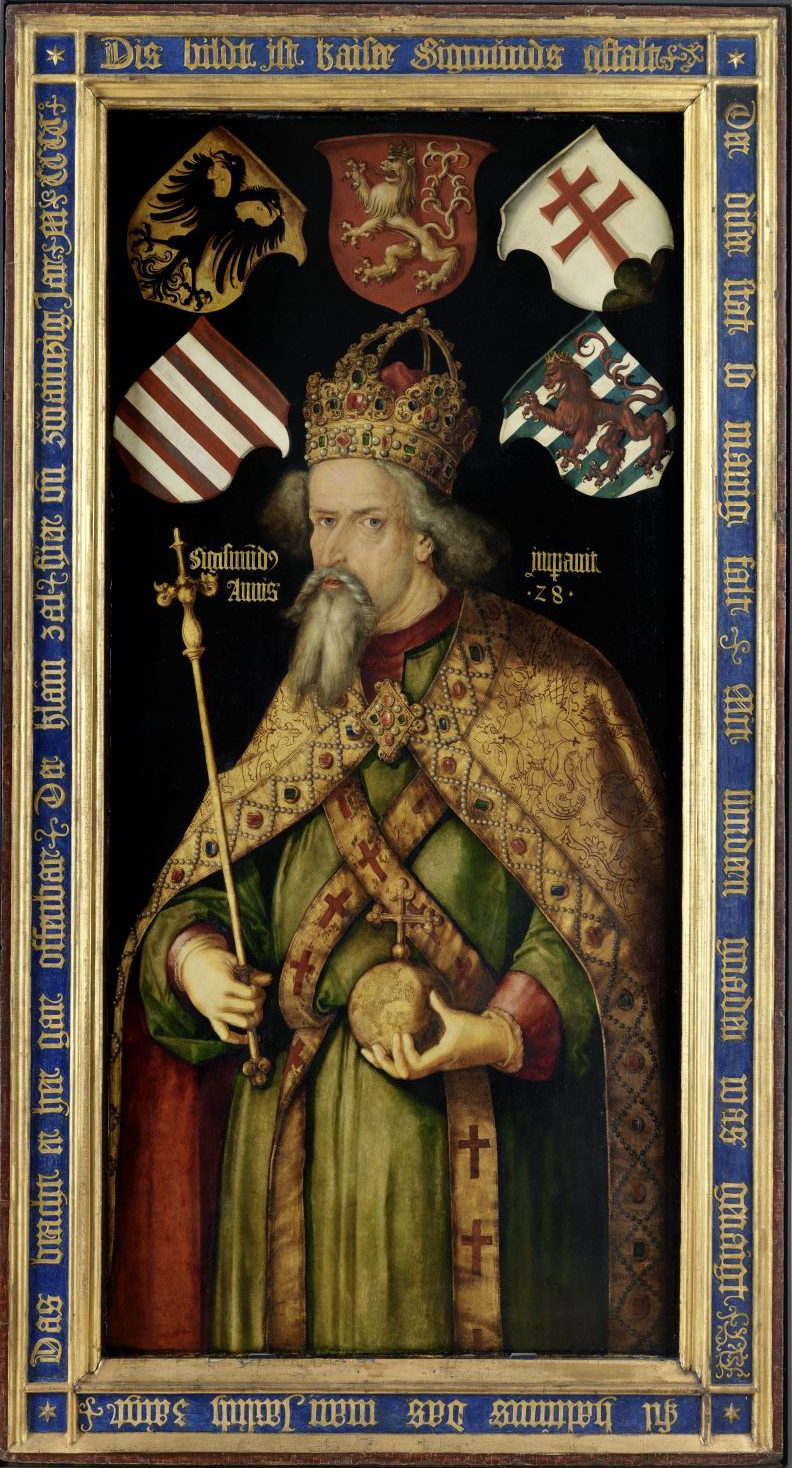
Segismundo de Hungría, Sacro Emperador Romano, por Alberto Durero.
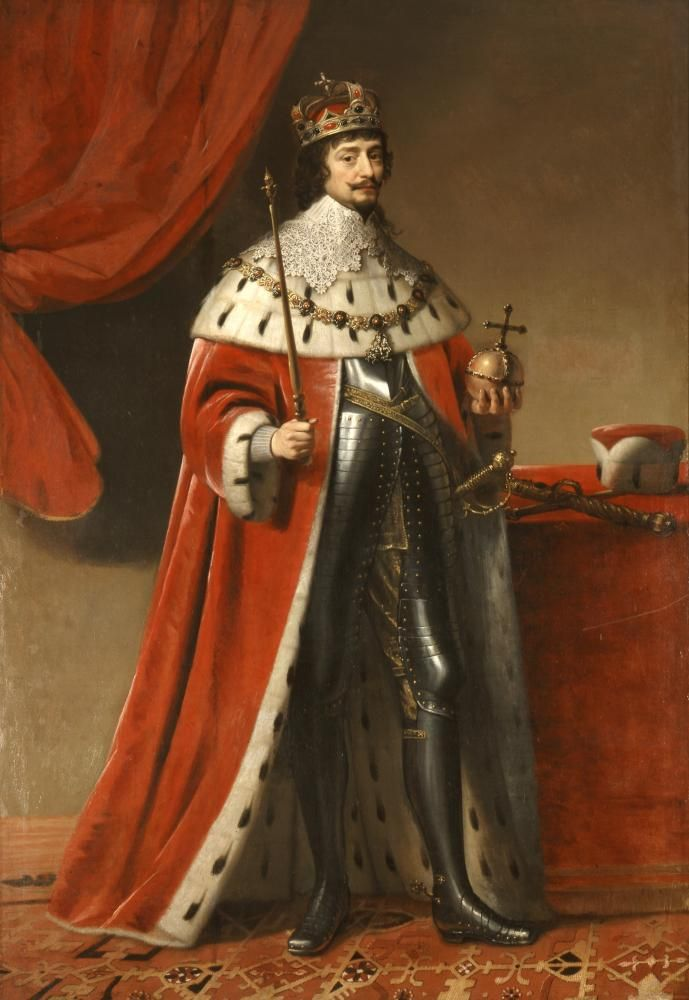
Federico V sujetando el orbe.
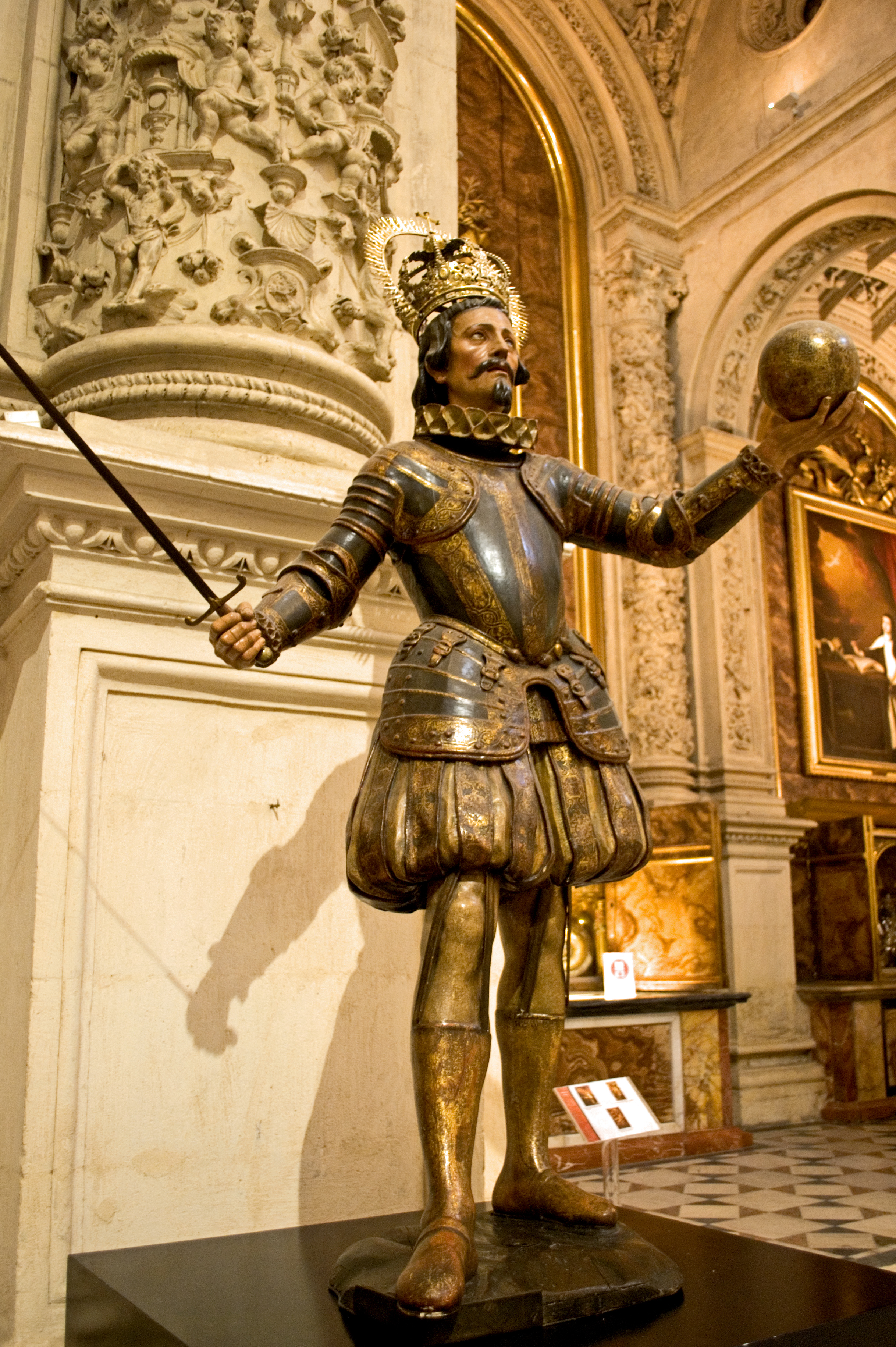
Fernando III de Castilla, por Pedro Roldán (1671), representado con la espada Lobera en una mano y el orbe en la otra, símbolos tradicionales de su poder (Catedral de Sevilla)
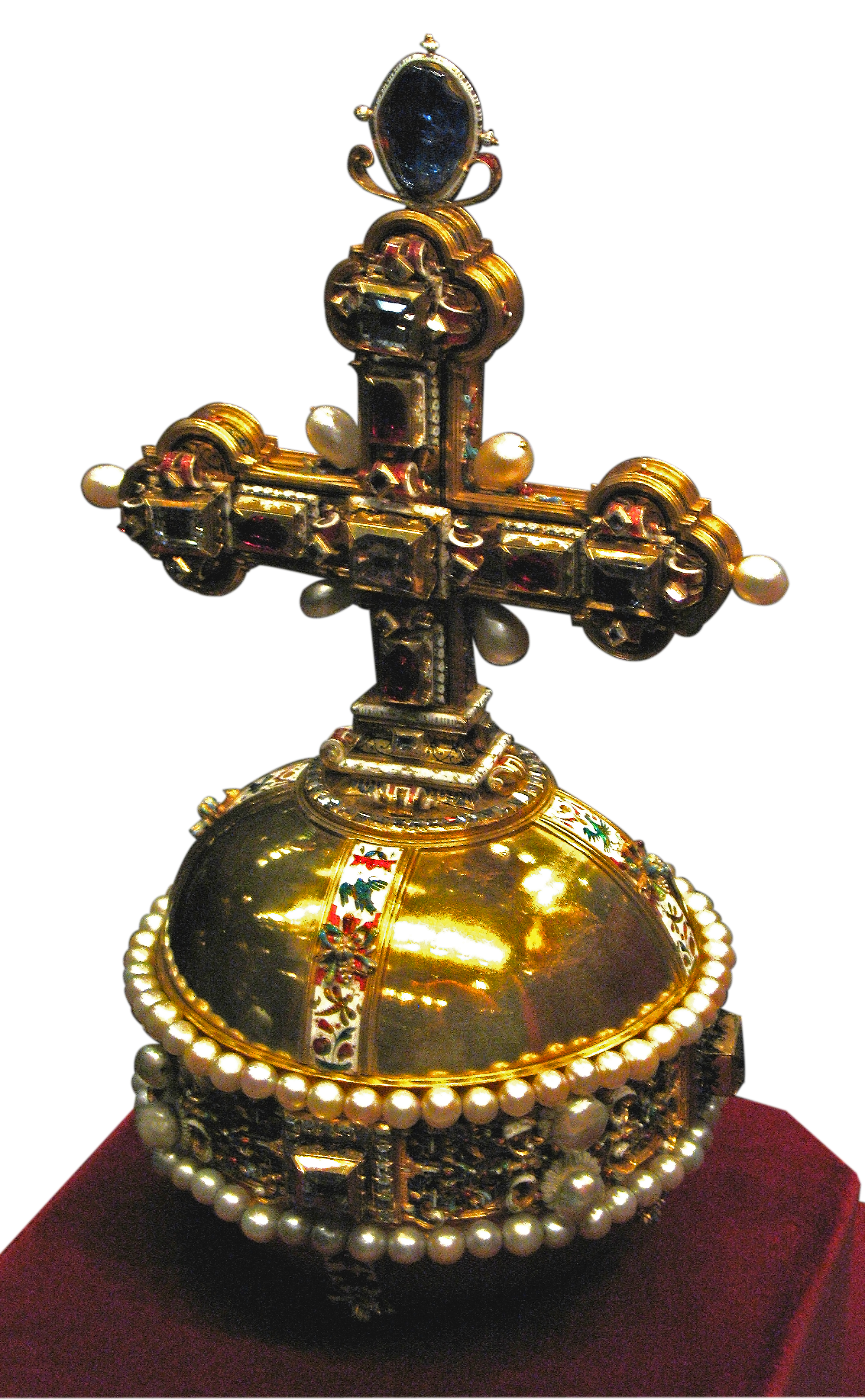
Globus cruciger austríaco, parte de las Joyas de la Corona Austríaca.
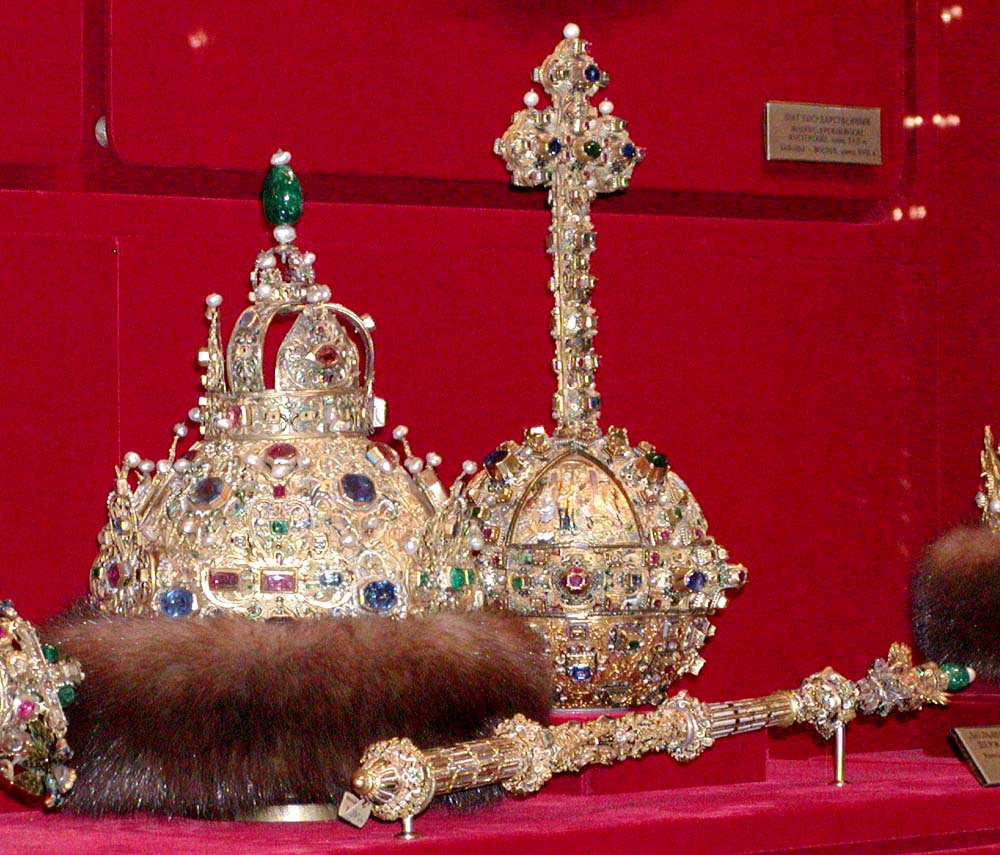
Regalia de Rusia.
Emblema de la Orden de los Cartujos.